# Dichromia duplicalis
Dichromia duplicalis är en fjärilsart som beskrevs av Walker 1859. Dichromia duplicalis ingår i släktet Dichromia och familjen nattflyn. Inga underarter finns listade i Catalogue of Life.